# بازرنگیان
بازرنگیان دودمان حاکمان محلی پارس در پایان دوران شاهنشاهی اشکانی بودند که پایتختشان در اصطخر بود. رام‌بهشت، زن ساسان و مادربزرگ اردشیر بابکان، دختر یکی از پادشاهان بازرنگی به نام گوچهر بوده‌است. این خاندان از کردان شبانکاره بوده‌اند.

## به عنوان خانواده همسر ساسان
به گفته طبری همسر ساسان (نیای ساسانیان) از خاندانی به نام «بازرنگی» بود. این زن به گفته طبری رام‌بهشت نام داشت و از زیبایی و کمال بسیاری برخوردار بود. او به ساسان فرزندی به نام بابک داد.
در روایت طبری آمده‌است که اردشیر مؤسس سلسله ساسانی برای آموزش به درخواست پدرش بابک به نزد تیری، خواجه گوچهر شاه استخر، فرستاده شد. بعدها اردشیر جانشین تیری به عنوان ارگبد دارابگرد شد. اردشیر توانست چندین فتح محلی انجام دهد و سپس به پدرش نامه نوشت تا علیه گوچهر قیام کند. پاپک چنین کرد و گوچهر را کشت و تاج‌وتخت او را گرفت. این آخرین باری است که طبری از گوچهر یا خاندان بازرنگی یاد می‌کند و سایر مطالب دربارهٔ بازرنگیان در منابع متأخر همگی برگرفته از طبری هستند. سکه‌ای به نام گوچهر یا بازرنگی یافت نشده‌است.
گاه پیشنهاد می‌شود که بازرنگ یک نام نیست، بلکه عنوانی است با ریشه‌شناسی «گرز در دست داشتن» یا «دارای قدرت معجزه‌آسا».

## به عنوان منطقه جغرافیایی
واژه بازرنگ در منابع تاریخی دیگری مانند اصطخری برای اشاره به ناحیه‌ای جغرافیایی در فارس که رودهای شیرین و شاذکان جریان دارند، به کار رفته‌است. این منطقه می‌تواند همان منطقهٔ یادشده در متن پهلوی خسرو و ریدگ باشد که شراب یا ماست عالی از آنجا آمده‌است. امروزه روستایی به نام بازرنگ در شهرستان بویراحمد استان کهگیلویه و بویراحمد و روستای دیگری به نام بازرنگان در شهرستان کازرون استان فارس قرار دارد. در افسانه‌های عامیانه ایران نیز آمده‌است که کلمه بازرنگی به معنای انسان وحشی است. ارتباط نام جغرافیایی و دیگر اشاره‌ها به این واژه نامشخص است.